# Biblioteca Real Neerlandesa
La Biblioteca Nacional de los Países Bajos (en neerlandés: Koninklijke Bibliotheek, también conocida como KB), con sede en La Haya, fue fundada en 1798. El rey Lodewijk Napoleón le dio su nombre actual en 1806. La institución se independizó del Estado en 1996, aunque está financiada por el Departamento de Educación, Cultura y Ciencia.

## Colección

Logo

La misión de la KB, tal como se presenta en el sitio web de la biblioteca, «es proporcionar acceso al conocimiento y la cultura del pasado y el presente, proporcionando servicios de alta calidad para la investigación, el estudio y la experiencia cultural». Con ese fin, en 2012 se comenzó un proyecto de colaboración con Google para el escaneo y difusión de fondos libres de derechos de autor, habiéndose escaneado unos 160.000 documentos pertenecientes a los siglos XVIII y XIX.
El KB contiene (2004) 3.300.000 artículos, lo que equivale a 67 kilómetros de estanterías. La mayoría de ellos (2.500.000 o 48 km) son libros. La colección contiene casi toda la literatura de los Países Bajos, desde los manuscritos medievales a las modernas publicaciones científicas. La colección es accesible para los miembros. Cualquier persona mayor de 16 años puede convertirse en miembro de la biblioteca. 
Entre sus joyas posee los Evangelios de Egmond, elaborados en 975 y  manuscritos en español con poesías del Siglo de Oro.

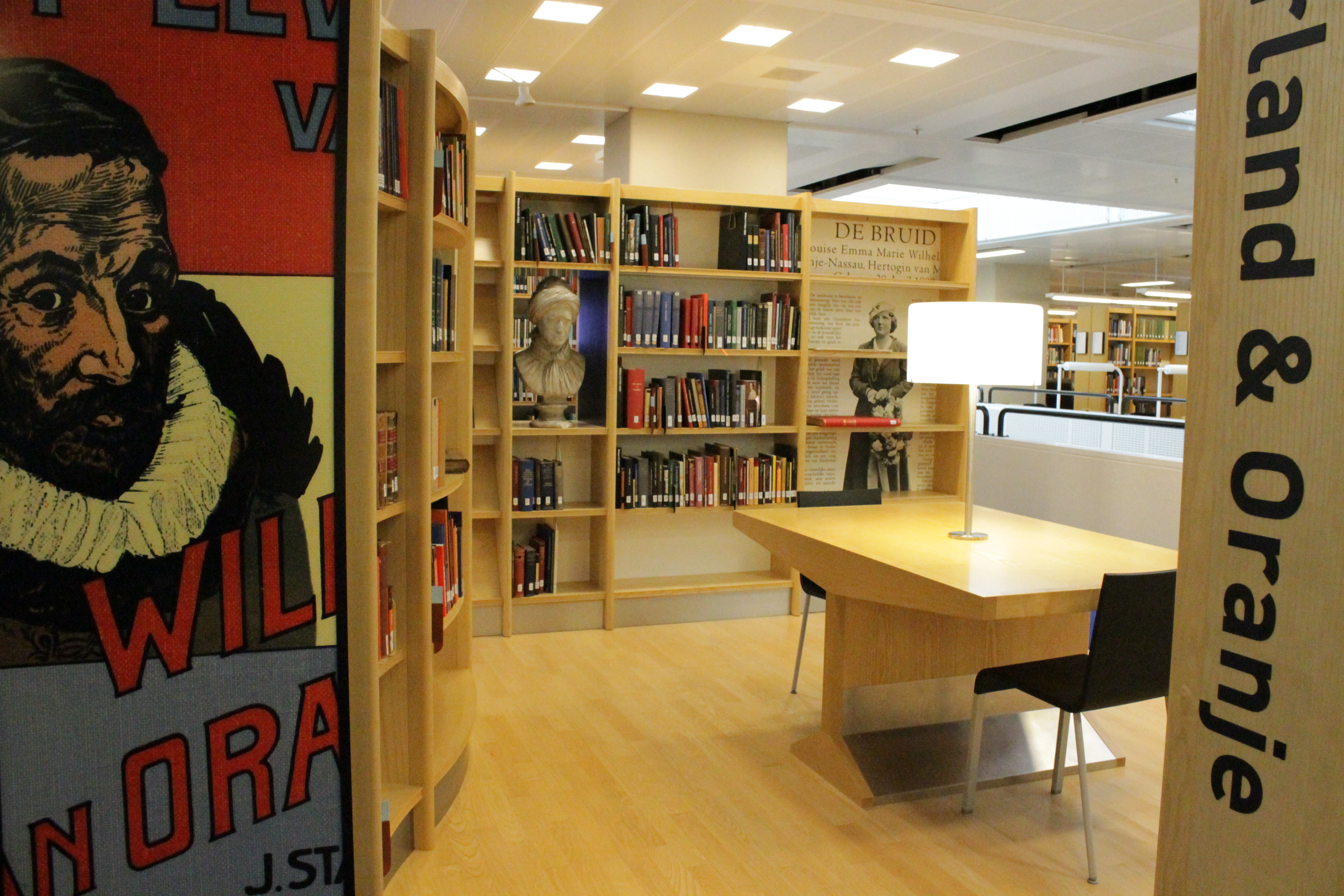
Interior de la Biblioteca